# レット・イット・ゴー (ディズニーの曲)
「レット・イット・ゴー」（英: Let It Go）は、2013年のディズニーアニメ映画『アナと雪の女王』に使用された楽曲。作詞・作曲は、クリステン・アンダーソン＝ロペス、ロバート・ロペス。劇中の挿入歌としては、アメリカ人女優で歌手のイディナ・メンゼルが王女エルサ役の声優として歌唱している。日本語の愛称は「レリゴー」。
人々に自らの魔法を知られてしまったエルサが、王国から逃げ出した直後の場面でこの曲が使用される。もはや自分の意思で抑えることが出来ないほど強大な魔法を持つエルサが、幼少期以来ずっと抑えられてきたハンディキャップから解放され、何にも恐れずに魔法が使えることを歓喜し、氷の城を築城するシーンで使われている（一方で本人は知らないとはいえ、王国は彼女の魔法による氷で覆われたままになる）。

## 制作

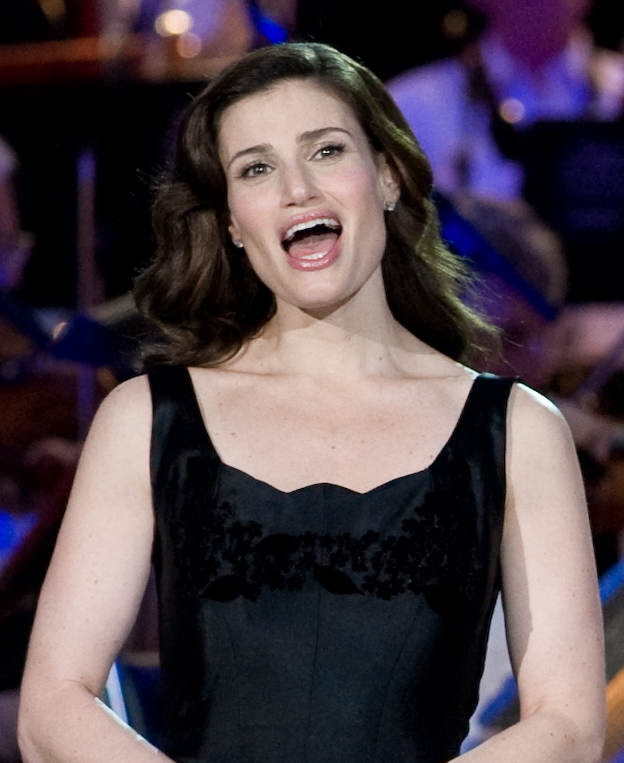
イディナ・メンゼル

この曲はクリステン・アンダーソン＝ロペスとロバート・ロペスが映画のために書き下ろした最初の楽曲である。作詞・作曲にあたって彼らは『リトル・マーメイド』や『美女と野獣』といった他のディズニー映画や、アデル、エイミー・マン、レディー・ガガ、アヴリル・ラヴィーン、キャロル・キングといった様々なアーティストからインスピレーションを受けている。この楽曲は結果的に、劇中におけるエルサの性格描写に大きく影響した。当初の脚本で、エルサは悪役として書かれていたが、この楽曲から、監督のクリス・バックとジェニファー・リーは徐々にエルサを物語の主役の1人として書き直すこととなった。
曲の調は全体を通して変イ長調 (A♭ Major) であるが、曲の冒頭は関係調（平行調）のヘ短調の主和音である Fm から始まる。拍子は4拍子、テンポは1分間137拍 (♩=137)。歌唱にあたって必要なボーカルの声域はF3（ファ）からE♭5（ミ♭）である。
曲を制作したクリステン・アンダーソン＝ロペスとロバート・ロペスは歌唱をする歌手として、特に「ブロードウェイで最も壮麗な歌声で、ミュージカルの花形の1つ」と称したイディナ・メンゼルを想定して歌を書き下した。そのためボーカルの音域もメンゼルの声域を考慮して作られている。イディナ・メンゼルは2014年3月2日の第86回アカデミー賞授賞式で、この曲をテレビ初披露した。

## 評価
この曲は映画評論家や音楽評論家のほか、一般にも広く絶賛されている。「ロチェスター市新聞」は、映画のサウンドトラックとして最高の楽曲と称し、「エンターテインメント・ウィークリー」のマーク・スネティカーは「驚愕に値する解放の賛歌」と評した一方で、「デイリーニューズ」のジョー・ジェミアノウィッツは「不安や恐怖からの解放（）を求めたガールパワーへの感動的な賛辞」とも評している。また、異性愛に限定されない愛についての作品のメッセージや「ありのままの自分」を肯定する内容から、同性愛のカミングアウトの歌として受け取る人々も少なくない。
2014年新語・流行語大賞の候補50語に、劇中楽曲の「レット・イット・ゴー」から「ありのままで」「レリゴー」がノミネートされ、「ありのままで」がトップテンに選出された。
大和ネクスト銀行が調査したシニア層（50歳から79歳）が選ぶ、2014年心に響いた歌ランキングで第1位を獲得。
『CD&DLでーた』が2014年に発表した作品を対象に「2014年1番思い出に残っている曲」を調査したところ、松たか子の歌唱で第1位、May J.の歌唱で第3位にランクインした。
2015年に開催された第87回選抜高等学校野球大会の入場行進曲に採用された。大会史上でディズニーの楽曲が採用されたのは初めてである。
Billboard Hot 100史上、ディズニーのアニメ映画の楽曲としてはイディナ・メンゼル版が第4位、デミ・ロヴァート版が第13位のヒット曲である（2022年4月9日付時点）。

### 受賞
| 賞                                     | 賞         | 賞         | 賞 |
| 賞                                     | 部門       | 結果       |    |
| -------------------------------------- | ---------- | ---------- | -- |
| 第86回アカデミー賞                     | 歌曲賞     | 受賞       |    |
| 第71回ゴールデングローブ賞             | 主題歌賞   | ノミネート |    |
| フェニックス映画批評家協会             | 歌曲賞     | 受賞       |    |
| デンバー映画批評家協会                 | 歌曲賞     | 受賞       |    |
| 第18回サテライト賞                     | 主題歌賞   | ノミネート |    |
| 第19回クリティクス・チョイス・アワード | 歌曲賞     | 受賞       |    |
| 2014年度JASRAC賞                       | 外国作品賞 | 受賞       |    |

## チャート・認定
| チャート（2013年–14年）                  | 最高位 |
| ---------------------------------------- | ------ |
| オーストラリア (ARIA)                    | 16     |
| オーストリア (Ö3 Austria Top 40)         | 74     |
| ベルギー (Ultratip Flanders)             | 55     |
| カナダ (Canadian Hot 100)                | 18     |
| デンマーク (Tracklisten)                 | 34     |
| フィンランド (Nokia MixRadio)            | 31     |
| アイルランド (IRMA)                      | 7      |
| 日本 (Japan Hot 100)                     | 4      |
| オランダ (Single Top 100)                | 67     |
| ニュージーランド (Recorded Music NZ)     | 31     |
| スコットランド (Official Charts Company) | 10     |
| 韓国 (Gaon International Chart)          | 1      |
| 韓国 (Gaon Chart)                        | 1      |
| スウェーデン (Sverigetopplistan)         | 15     |
| UK シングルス (OCC)                      | 11     |
| US Billboard Hot 100                     | 5      |
| US Adult Contemporary (Billboard)        | 9      |
| US Adult Top 40 (Billboard)              | 20     |
| US Dance Club Songs (Billboard)          | 1      |

### 認定
| 国/地域                                             | 認定        | 認定/売上数           |
| --------------------------------------------------- | ----------- | --------------------- |
| オーストラリア (ARIA)                               | Platinum    | 70,000                |
| 日本 (RIAJ)                                         | ミリオン    | 1,000,000ダウンロード |
| イギリス (BPI)                                      | Gold        | 400,000               |
| アメリカ合衆国 (RIAA)                               | 3× Platinum | 3,000,000             |
| * 認定のみに基づく売上数 ^ 認定のみに基づく出荷枚数 |             |                       |

## デミ・ロヴァート バージョン
デミ・ロヴァートが歌うバージョンは、カバーではあるが、まったく同じ曲ではなく、オリジナル版と同じクリステン・アンダーソン＝ロペスとロバート・ロペスの手によっていくつかの点が変更された上で、ポップ風にアレンジされている。
映画ではエンドクレジットの場面で流れる。

### 背景とリリース
アンダーソン＝ロペスによると、歌手としてロヴァートを選んだのは、ロヴァート自身にエルサと共通する部分を見出したためである。 ロヴァートのカヴァーバージョンはウォルト・ディズニー・レコードからシングルとして2013年の10月21日に発売された。
キー（調）は、オリジナルであるメンデルのバージョンが上述のようにA-flat major（変イ長調）キーなのに対して、ロヴァートのバージョンはG major（ト長調）のキーである。また、ボーカルの声域はロヴァートの歌唱域に合わせる形で、G3（ソ）からE5（ミ）の間に変更されている。

### ミュージックビデオ
オリジナル版とは別にミュージックビデオが制作された。ミュージックビデオはデクラン・ホワイトブルームの監督によって制作され、2013年11月1日に公開された。

### チャート・認定
| チャート（2013年-14年）                  | 最高位 |
| ---------------------------------------- | ------ |
| オーストラリア (ARIA)                    | 25     |
| オーストリア (Ö3 Austria Top 40)         | 60     |
| ベルギー (Ultratop 50 Flanders)          | 15     |
| ベルギー (Ultratip Wallonia)             | 21     |
| カナダ (Canadian Hot 100)                | 31     |
| デンマーク (Tracklisten)                 | 26     |
| フランス (SNEP)                          | 131    |
| ドイツ (GfK Entertainment charts)        | 83     |
| アイルランド (IRMA)                      | 34     |
| 日本 (Japan Hot 100)                     | 51     |
| オランダ (Single Top 100)                | 70     |
| ニュージーランド (Recorded Music NZ)     | 13     |
| スコットランド (Official Charts Company) | 32     |
| 韓国 (Gaon International Chart)          | 7      |
| 韓国 (Gaon Chart)                        | 50     |
| スウェーデン (Sverigetopplistan)         | 25     |
| スイス (Schweizer Hitparade)             | 60     |
| UK シングルス (OCC)                      | 42     |
| US Billboard Hot 100                     | 38     |

## 外国語
英語版に加え、全世界43の言語で歌われている。
| 歌手 | 曲名                                              | 英訳                                                        | 言語                   |
| --- | ------------------------------------------------- | ----------------------------------------------------------- | ---------------------- |
| Саида Габния（サイダ・ガブニア） | 「Иоужь наҟ, ибхаршҭ зегьы」                      | 「Let It Go, Forget Everything」                            | アブハジア語           |
| Antonela Çekixhi（アントネラ・チェキシ）                                                                                               | 「Jam e Lirë」                                    | 「I'm Free」                                                | アルバニア語           |
| نسمة محجوب (Nesma Mahgoub)（ネスマ・マジューブ）                                                                                       | أطلقي سركِ                                         | 「Release Your Secret」                                     | アラビア語             |
| Taryn Szpilman（タリン・シュピルマン）                                                                                                 | 「Livre Estou」                                   | 「I'm Free」                                                | ブラジルポルトガル語   |
| Надежда Панайотова（ナデジダ・パナヨトワ）                                                                                             | 「Слагам край」                                   | 「I'm Putting an End」                                      | ブルガリア語           |
| Anaïs Delva（アナイス・デルバ） | 「Libérée, délivrée」                             | 「Freed, Released」                                         | カナダフランス語       |
| 白珍寶（）（バイ・ジェンバオ） | 「冰心鎖」                                        | 「Ice Heart Lock」                                          | 広東語                 |
| Gisela Lladó Cánovas（ギセラ・リヤド・カノバス）                                                                                       | 「¡Suéltalo!」                                    | 「Let It Go!」                                              | スペイン語             |
| Gisela Lladó Cánovas（ギセラ・リヤド・カノバス）                                                                                       | 「Vol Volar」                                     | 「It Wants to Fly」                                         | カタルーニャ語         |
| Nataša Mirković（ナターシャ・ミルコヴィッチ）                                                                                          | 「Puštam sve」                                    | 「I'm Letting Everything Go」                               | クロアチア語           |
| Monika Absolonová（モニカ・アブソロノバ）                                                                                              | 「Najednou」                                      | 「Suddenly」                                                | チェコ語               |
| Maria Lucia Heiberg Rosenberg（マリア・ルシア・ハイベルク・ローゼンベルク）                                                            | 「Lad Det Ske」                                   | 「Let It Happen」                                           | デンマーク語           |
| Willemijn Verkaik（ヴィレミン・ヴェルカイク）                                                                                          | 「Laat het los, laat het gaan」                   | 「Let It Go, Let It Go」                                    | オランダ語             |
| نسمة محجوب (Nesma Mahgoub)（ネスマ・マジューブ）                                                                                       | 「متخبيش الأسرار」                                | 「I'll Keep No Secret」                                     | エジプトアラビア語     |
| Hanna-Liina Võsa（ハンナ・リーナ・ヴォサ）                                                                                             | 「Olgu nii」                                      | 「Let It Be」                                               | エストニア語           |
| Katja Sirkiä（カチャ・シルキ） | 「Taakse jää」                                    | 「It's Left Behind」                                        | フィンランド語         |
| Elke Buyle（エルケ・ブイル） | 「Laat Het Los」                                  | 「Let It Go」                                               | フラマン語             |
| Anaïs Delva（アナイス・デルバ）（劇中・エンドロール）                                                                                  | 「Libérée, délivrée」                             | 「Freed, Released」                                         | フランス語             |
| Willemijn Verkaik（ヴィレミン・ヴェルカイク）                                                                                          | 「Lass jetzt los」                                | 「Let Go Now」                                              | ドイツ語               |
| Σία Κοσκινά (Sίa Koskiná)（シーア・コスキナ）                                                                                          | 「Και ξεχνώ」                                     | 「And I Forget」                                            | ギリシア語             |
| מונה מור (Mona Mor)（モナ・ムーア） | 「לעזוב」                                         | 「To Let Go」                                               | ヘブライ語             |
| सुनिधि चौहान（スニディ・チャウハン） | 「फना हो」                                          | 「Destroy it」                                              | ヒンディー語           |
| Nikolett Füredi（ニコレット・フレディ）                                                                                                | 「Legyen hó」                                     | 「Let There Be Snow」                                       | ハンガリー語           |
| Ágústa Eva Erlendsdóttir（アグスタ・エヴァ・エルレンズドッティル）                                                                     | 「Þetta er nóg」                                  | 「This Is Enough」                                          | アイスランド語         |
| Mikha Sherly Marpaung（ミカ・シェリー・マルパウン）(劇中) Anggun、Chilla Kiana、Regina Ivanova、Nowela、Cindy Bernadette(エンドロール) | 「Lepaskan」                                      | 「Let It Go」                                               | インドネシア語         |
| Serena Autieri（セレナ・オーティエリ）（劇中） Martina Stoessel（マルティナ・ステッセル）（エンドロール）                              | 「All'alba sorgerò」                              | 「I Will Rise at the Dawn」                                 | イタリア語             |
| 松たか子（劇中） May J.（エンドロール）                                                                                                | 「Let It Go〜ありのままで〜」                     | 「Let It Go〜The way I am〜」                               | 日本語                 |
| Гергъокъаланы Халимат（ハリマット・ゲルゴカラニ）                                                                                      | 「Къайтмайды, ызына」                             | 「It Won't Return」                                         | カラチャイ・バルカル語 |
| Айнұр Бермұхамбетова（アイヌール・ベルムカンベトワ）                                                                                   | 「Қанат қақ, қалықта」                            | 「Flap Your Wings, And Soar」                               | カザフ語               |
| 박혜나（）（劇中） 孝琳（）（エンドロール）                                                                                            | 「다 잊어」（劇中） 「Let It Go」（エンドロール） | 「Forget Everything」（劇中） 「Let It Go」（エンドロール） | 韓国語                 |
| Carmen Sarahí（カルメン・サラヒ）（劇中） Martina Stoessel（マルティナ・ステッセル）（エンドロール）                                   | 「Libre Soy」                                     | 「I'm Free」                                                | 南米スペイン語         |
| Jolanta Strikaite（ジョランタ・ストリカイテ）                                                                                          | 「Lai Nu Snieg」                                  | 「Let It Snow」                                             | ラトビア語             |
| Girmantė Vaitkutė（ギルマンテ・ヴァイクテ）                                                                                            | 「Tebūnie」                                       | 「Let It Be」                                               | リトアニア語           |
| Marsha Milan Londoh（マーシャ・ミラン・ロンドー） （劇中・エンドロール）                                                               | 「Bebaskan」                                      | 「Set It Free」                                             | マレー語               |
| 胡维纳（フー・ウェイナ）（劇中） 姚貝娜（ヤオ・ベイナ）（エンドロール）                                                                | 「随它吧」                                        | 「Let It Be」                                               | 普通中国語             |
| Awhimai Fraser（アフィマイ・フレイザー）                                                                                               | 「Waerea」                                        | 「Unchained」                                               | マオリ語               |
| Lisa Stokke（リサ・ストッケ） | 「La Den Gå」                                     | 「Let It Go」                                               | ノルウェー語           |
| سارینا سیاح (サリナ・サヤ) | ‍‍‌「رها کن」                                        | 「Release It」                                              | ペルシア語             |
| Katarzyna Łaska（カタルジナ・ワスカ）                                                                                                  | 「Mam tę moc」                                    | 「I Have This Power」                                       | ポーランド語           |
| Ana Margarida Encarnação（アナ・マルガリーダ・エンカルナソン）                                                                         | 「Já Passou」                                     | 「It Has Passed/It Already Passed」                         | ポルトガル語           |
| Dalma Kovács（ダルマ・コヴァチ） | 「S-a întâmplat」                                 | 「It Happened」                                             | ルーマニア語           |
| Анна Бутурлина（アンナ・ブトゥリナ ）（劇中） Юлия Довганишина（ユリア・ドヴガニシナ） （エンドロール）                                | 「Отпусти и забудь」                              | 「Let Go and Forget」                                       | ロシア語               |
| Јелена Гавриловић（エレナ・ガブリロビッチ）                                                                                            | 「Сад је крај」                                   | 「Now It's the End」                                        | セルビア語             |
| Andrea Somorovská（アンドレア・ソモロフスカ）                                                                                          | 「Von to dám」                                    | 「I Let It Out」                                            | スロバキア語           |
| Nuška Drašček Rojko（ヌシュカ・ドラシュチェク・ロイコ）                                                                                | 「Zaživim」                                       | 「I Come to Life」                                          | スロベニア語           |
| Annika Herlitz（アニカ・ヘルリッツ）                                                                                                   | 「Slå dig fri」                                   | 「Free Yourself」                                           | スウェーデン語         |
| Owen Caling（オーウェン・コーリング）                                                                                                  | 「Ako to」                                        | 「It's Me」                                                 | タガログ語             |
| 林芯儀（） | 「放開手」                                        | 「Release Hand」                                            | 台湾中国語             |
| Wichayanee Pearklin (Gam)（ウィチャヤニー・ピアクリン）                                                                                | 「ปล่อยมันไป」                                      | 「Let It Go」                                               | タイ語                 |
| ሩት ሳምሶም（ルース・サムソン）もしくはሚካል ሳምሶም（ミカル・サムソン）                                                                        | 「ግደፊዮ」                                          | 「Leave It Behind」                                         | ティグリニャ語         |
| Begüm Günceler（ベガム・ギュンセラー）                                                                                                 | 「Aldırma」                                       | 「Don't Mind It」                                           | トルコ語               |
| Шаніс(Olha Shanis)（オルガ・シャニス）                                                                                                 | 「Все одно」                                      | 「Doesn't Matter」                                          | ウクライナ語           |
| Dương Hoàng Yến（ズオン・ホアン・イェン）                                                                                              | 「Hãy bước đi」                                   | 「Step Ahead」                                              | ベトナム語             |

また、世界25の国と地域それぞれの言語でエルサ役を演じた女優22人（フランス語とカナダ・フランス語、ドイツ語とオランダ語、スペイン語とカタルーニャ語は同じ女優による）が歌った"Let It Go"をメドレーのように1曲につなぎ合わせた25か国語版のミュージックビデオも公開されている。25か国語版で歌われている言語は、歌唱順に以下のとおりである。
| 1  | 英語           | 2  | フランス語     | 3  | ドイツ語                     | 4  | オランダ語         | 5  | 北京語（中国語） |
| 6  | スウェーデン語 | 7  | 日本語         | 8  | スペイン（ラテンアメリカ）語 | 9  | ポーランド語       | 10 | ハンガリー語     |
| 11 | スペイン語     | 12 | カタルーニャ語 | 13 | イタリア語                   | 14 | 韓国語             | 15 | セルビア語       |
| 16 | 広東語         | 17 | ポルトガル語   | 18 | マレーシア語                 | 19 | ロシア語           | 20 | デンマーク語     |
| 21 | ブルガリア語   | 22 | ノルウェー語   | 23 | タイ語                       | 24 | カナダ・フランス語 | 25 | フラマン語       |

また、POP調にアレンジされたデミ・ロヴァートバージョンは42ヶ国ある中で10ヶ国しか製作されていない。
これにより、製作されていない国からディズニーへの合わせにより、毎年各国で開催されるdisney on iceでのデミ・ロヴァートバージョンを新たに、その国の言語へ訳し実際イベントで使われた。

## その他のカバー
- アレックス・ボイエ -  アフリカ風にアレンジされたカバー曲を2014年2月に発売した[104][105][106]。
- 徳永英明 - カバーアルバム『VOCALIST 6』（初回限定盤B）に収録[107]。
- 華原朋美 - カバーアルバム『MEMORIES -1 & 2 Special Limited Edition-』に収録[108]。
- 小野リサ - カバーコンピレーションアルバム『Bossa Disney Best』に収録。
- 岩佐美咲 - 通常版シングル「初酒」に収録[109]。
- 高瀬“Makoring”麻里子 - 日本コロムビア版カバー音源。2014年6月18日発売『こどものうた〜烈車戦隊トッキュウジャー・地球ぴょんぴょん〜』が初出
- Sinon - 2014年10月22日発売のアルバム『すこし歩こうよ』収録。
- 海上自衛隊東京音楽隊／三宅由佳莉 - 2015年3月4日発売のアルバム『希望〜Songs for Tomorrow』、2016年6月1日発売のアルバム『THE BEST ～DEEP BLUE SPIRITS～』に収録。
- サラ・オレイン - 2015年4月8日発売のアルバム『SARAH - Deluxe Edition』に収録。
- 礼真琴 - 2016年1月6日発売のカバーアルバム『Disney Songs by TAKARAZUKA』に収録。
- 水谷千重子（友近） - 2016年1月20日発売のアルバム『水谷千重子 ベストアルバム BAKAITTERU』に収録。
- 井上芳雄 - 2018年12月12日発売のアルバム『井上芳雄・ミーツ・ディズニー~プラウド・オブ・ユア・ボーイ~』に収録。
- レア・サロンガ - 2019年3月22日発売のアルバム『The Story of My Life: Lea Salonga Live from Manila』に収録。
- ラミン・カリムルー - 2019年7月31日発売のアルバム『フロム・ナウ・オン [ジャパン・スペシャル・エディション]』に収録。
- 牧野由依 - 2020年9月16日発売のアルバム『Disney Glitter Melodies』に収録。アレンジはSerph。通常盤・初回限定盤共に日本語版歌詞を収録。初回限定盤にはボーナストラックとして、英語版歌詞のカバーを収録。
- コレナンデ商会 - 2020年にカバーされた。この時はエルサをイメージした衣装を身にまとったキーウィがメインボーカルを務め、ターキーがコーラスを担当した。ブルブルがピアノを弾いている。
- Dressing - 2024年6月19日発売のアルバム『キュンキュンパレード』に収録。

## 備考
- 2014年秋頃から日本で放映されているHondaのミニバンのCM（特定の車種ではなく総合カタログ的なもの）に本楽曲が使用されている。
- 2015年、日本の高校野球大会である「第87回選抜高等学校野球大会」の入場行進曲に起用され[110]、同大会開催期間限定で、試合会場である阪神甲子園球場最寄駅の甲子園駅（阪神本線）で列車接近メロディ（アレンジ：向谷実）に使用されていた。
- 2016年1月12日から3月18日に東京ディズニーランドにて開催されたスペシャルイベントアナとエルサのフローズンファンタジー開催に合わせ、同イベント開催期間限定で、最寄駅の舞浜駅（JR京葉線）1番線で発車メロディに使用されていた。
- 2017年11月1日から12月25日に東急電鉄とウォルト・ディズニー・ジャパンとのプロモーションによるクリスマスイベント「TOKYU CHRISTMAS WONDERLAND 2017 - Disney DREAM MOMENTS」の一環で、二子玉川駅（東急田園都市線）4番線で発車メロディに使用されていた。